# Si Yajie
Si Yajie (en chino: 司雅杰; Xian, 4 de diciembre de 1998) es una deportista china que compite en saltos de plataforma.
Participó en los Juegos Olímpicos de Río de Janeiro 2016, obteniendo una medalla de plata en la prueba individual.
Ganó seis medallas en el Campeonato Mundial de Natación entre los años 2013 y 2023. En los Juegos Asiáticos consiguió dos medallas, oro en 2014 y oro en 2018.

## Palmarés internacional
| Juegos Olímpicos   | Juegos Olímpicos        | Juegos Olímpicos | Juegos Olímpicos             |
| Año                | Lugar                   | Medalla          | Prueba                       |
| ------------------ | ----------------------- | ---------------- | ---------------------------- |
| 2016               | Río de Janeiro (Brasil) | Medalla de plata | Plataforma 10 m              |
| Campeonato Mundial |                         |                  |                              |
| Año                | Lugar                   | Medalla          | Prueba                       |
| 2013               | Barcelona (España)      | Medalla de oro   | Plataforma 10 m              |
| 2015               | Kazán (Rusia)           | Medalla de oro   | Plataforma 10 m sincro mixto |
| 2017               | Budapest (Hungría)      | Medalla de oro   | Plataforma 10 m sincro       |
| 2017               | Budapest (Hungría)      | Medalla de plata | Plataforma 10 m              |
| 2019               | Gwangju (Corea del Sur) | Medalla de oro   | Plataforma 10 m sincro mixto |
| 2023               | Fukuoka (Japón)         | Medalla de oro   | Equipo mixto                 |
| Juegos Asiáticos   |                         |                  |                              |
| Año                | Lugar                   | Medalla          | Prueba                       |
| 2014               | Incheon (Corea del Sur) | Medalla de oro   | Plataforma 10 m              |
| 2018               | Yakarta (Indonesia)     | Medalla de oro   | Plataforma 10 m              |